# Европски универзитет (Брчко)
Европски универзитет је приватни универзитет са седиштем у Брчком.

## Организација
- Технички факултет
- Педагошки факултет
- Економски факултет
- Правни факултет
- Факултет политичких наука
- Факултет за медицину, фармацију и здравство